# Wansdyke

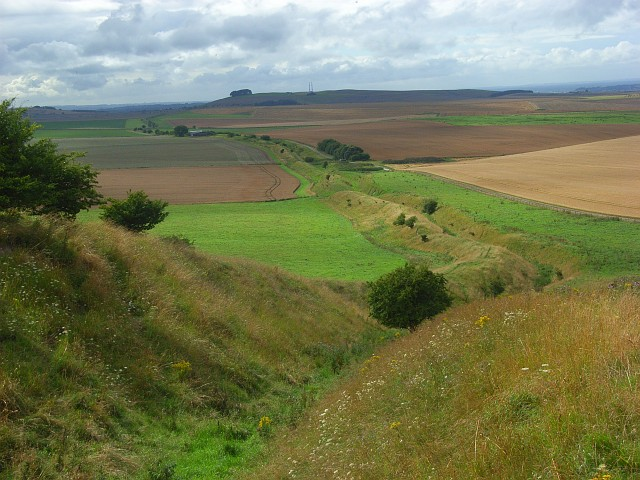
Wansdyke in der Nähe von Bishops Cannings, Wiltshire

Der Wansdyke (von Woden’s Dyke oder Wotan's Dyke) ist ein historischer Verteidigungswall im Westen Englands. Er erstreckt sich aus der Gegend von Bristol in östliche Richtung bis nach Wiltshire.
Der Wansdyke teilt sich in drei Teile auf, die 14, 22 und 19 km lang sind. Er besteht aus einem Erdwall und einem Graben.
Die Anlage wird auf die nachrömische Zeit im 5. oder 6. Jahrhundert datiert. Man vermutet eine Verteidigungslinie der Kelten, die sie nach Norden hin gegen die aus dem oberen Tal der Themse kommenden Sachsen schützen sollte.